# ТЕС Зувайтіна
ТЕС Зувайтіна — теплова електростанція в Лівії, розташована на узбережжі Середземного моря за кілька кілометрів на північ від міста Ез-Зувайтіна.
Станцію ввели в експлуатацію у 1994 році з чотирма встановленими на роботу у відкритому циклі газовими турбінами виробництва ABB Asea Brown Boveri типу GT8BC потужністю по 50 МВт. Первісно вони використовували нафтопродукти, проте через кілька років сюди провели газопровід з Марса-Бреги, що дозволило перейти на блакитне паливо.
У 2010 році станцію підсилили двома турбінами компанії Siemens типу SGT5-PAC-4000F потужністю по 285 МВт. Їх встановили на роботу у відкритому циклі, проте невдовзі законтрактували перетворення другої черги на парогазовий блок комбінованого циклу, для чого змонтують парову турбіну потужністю 250 МВт. Останній проект на тлі проблем з безпековою ситуацією в країні посувався з затримками, так що станом на 2017 рік було виконано близько 70 % робіт.